# Aymoré Moreira
Aymoré Moreira (* 24. April 1912 in Miracema; † 26. Juli 1998 in Salvador da Bahia) war ein brasilianischer Fußballer und Trainer, der die brasilianische Fußballnationalmannschaft bei der Fußball-Weltmeisterschaft 1962 zum Titelgewinn führte.

## Leben
Moreira wurde in Miracema, im Bundesstaat Rio de Janeiro geboren. Er begann als Rechtsaußen, wurde dann aber bald Torhüter. Er spielte für die Clubs America FC (RJ), Palmeiras São Paulo und Botafogo FR, wo er zwischen 1936 und 1946 aktiv war. Er wurde in die brasilianische Fußballnationalmannschaft berufen.
Ihm wurde die Leitung des amtierenden Weltmeisters, der brasilianischen Fußballnationalmannschaft vor der Fußball-Weltmeisterschaft 1962 angetragen. Einer der Gründe war wohl auch der schlechte Gesundheitszustandes des übergewichtigen Vicente Feola. Dieser hatte Brasilien zum ersten WM-Titel in seiner Geschichte geführt. Moreira standen im Wesentlichen die Weltklassespieler Gilmar, Djalma Santos, Nílton Santos, Didi, Garrincha, Pelé, Vavá und Mário Zagallo zur Verfügung. Diese hatten bereits 1958 das Rückgrat der Mannschaft gebildet.
Trotz des Ausfalls von Pelé in der Vorrunde, konnte das brasilianische Team den Titel holen. Garrincha war einer der Leistungsträger der Mannschaft geworden.
Moreira trainierte Brasilien insgesamt in 61 Partien und gewann 37 davon (9 Unentschieden und 15 Niederlagen). Er holte noch andere Titel mit dem Team. Er wurde 1964 wieder von Feola beerbt und nachdem Vicente Feola später als Trainer bei der WM in England 1966 gescheitert war, folgte ihm Moreira erneut und blieb bis 1968.
Moreira trainierte später etliche Clubs, dabei so namhafte wie Botafogo FR, FC São Paulo, Galícia EC und Panathinaikos Athen.
Moreira starb in Salvador da Bahia im Alter von 86 Jahren.

## Erfolge
Brasilien
- Weltmeister 1962
- Taça Oswaldo Cruz: 1961, 1962
- Taça Bernardo O’Higgins: 1961, 1966
- Copa Roca: 1963
- Taça Rio Branco: 1967